# Eugène Choisel
Eugène Choisel (1881 – marzo 1946) è stato un ostacolista e lunghista francese.
Partecipò alle Olimpiadi 1900 di Parigi nelle gare dei 110 metri ostacoli e dei 200 metri ostacoli. Raggiunse il quarto posto nei 200 m e fu eliminato in semifinale nei 110 m.
Oltre ad essere ostacolista, Choisel ottenne buoni risultati nel salto in lungo.